# حكومة الحبيب بورقيبة الثانية

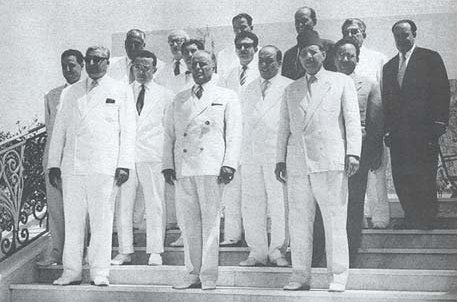
حكومة الحبيب بورقيبة الثانية.

حكومة الحبيب بورقيبة الثانية هي حكومة تونسية ترأسها الحبيب بورقيبة. هي ثاني حكومة تونسية بعد الاستقلال. في 25 يوليو 1957، عين بورقيبة في منصب رئيس الجمهورية التونسية من قبل المجلس القومي التأسيسي وقدم استقالته من حكومته الأولى في 29 يوليو. بقية حكومته في ثوبها الجديد في العمل حتى انتخابه مباشرة من الشعب كرئيس للجمهورية في 8 نوفمبر 1959. عند فوزه بالرئاسية تم تقديم التركيبة الجديدة للحكومة التي واصلت مهمتها حتى 1969، تاريخ إنشاء حكومة الباهي الأدغم الجديدة.

## التركيبة الأولى للحكومة
عند تعيين بورقيبة في رئاسة الجمهورية، قدم استقالته من الحكومة في 29 يوليو 1957، ثم بعد أربعة أيام قدم تركيبة حكومته الجديدة التي حافظ فيها على منصب رئاسة الحكومة له.

### كتاب الدولة
في هذه الحكومة، يحمل الوزراء لقب كتاب الدولة.
| الصورة | الحقيبة الوزارية                     | الاسم              | الحزب | الحزب                      |
| ------ | ------------------------------------ | ------------------ | ----- | -------------------------- |
|        | رئيس الجمهورية التونسية الوزير الأول | الحبيب بورقيبة     |       | الحزب الحر الدستوري الجديد |
|        | وزير الخارجية                        | الصادق المقدم      |       | الحزب الحر الدستوري الجديد |
|        | وزير الدفاع                          | الباهي الأدغم      |       | الحزب الحر الدستوري الجديد |
|        | وزير الداخلية                        | الطيب المهيري      |       | الحزب الحر الدستوري الجديد |
|        | وزير العدل                           | أحمد المستيري      |       | الحزب الحر الدستوري الجديد |
|        | وزير المالية                         | الهادي نويرة       |       | الحزب الحر الدستوري الجديد |
|        | وزير الصحة العمومية                  | أحمد بن صالح       |       | الحزب الحر الدستوري الجديد |
|        | وزير الفلاحة                         | مصطفى الفيلالي     |       | الحزب الحر الدستوري الجديد |
|        | وزير التربية الوطنية                 | محمد الأمين الشابي |       | الحزب الحر الدستوري الجديد |

## التحوير الوزاري في 12 نوفمبر 1964

### الوزراء
| الصورة | الحقيبة الوزارية                        | الاسم                | الحزب | الحزب                    |
| ------ | --------------------------------------- | -------------------- | ----- | ------------------------ |
|        | رئيس الجمهورية التونسية الوزير الأول    | الحبيب بورقيبة       |       | الحزب الاشتراكي الدستوري |
|        | وزير الدفاع وزير لدى رئيس الجمهورية     | الباهي الأدغم        |       | الحزب الاشتراكي الدستوري |
|        | الممثل الشخصي لرئيس الجمهورية           | المنجي سليم          |       | الحزب الاشتراكي الدستوري |
|        | وزير العدل                              | الهادي خفشة          |       | الحزب الاشتراكي الدستوري |
|        | وزير الخارجية                           | الحبيب بورقيبة الابن |       | الحزب الاشتراكي الدستوري |
|        | وزير الداخلية                           | الطيب المهيري        |       | الحزب الاشتراكي الدستوري |
|        | وزير التخطيط والاقتصاد الوطني           | أحمد بن صالح         |       | الحزب الاشتراكي الدستوري |
|        | وزير التربية الوطنية                    | محمود المسعدي        |       | الحزب الاشتراكي الدستوري |
|        | وزير الثقافة                            | الشاذلي القليبي      |       | الحزب الاشتراكي الدستوري |
|        | وزير الشباب والرياضة والشؤون الاجتماعية | المنذر بن عمار       |       | الحزب الاشتراكي الدستوري |
|        | وزير الأشغال العامة والإسكان            | أحمد نور الدين       |       | الحزب الاشتراكي الدستوري |
|        | وزير الصحة العمومية                     | فتحي زهير            |       | الحزب الاشتراكي الدستوري |
|        | وزير الإعلام والتوجيه                   | عبد المجيد شاكر      |       | الحزب الاشتراكي الدستوري |
|        | وزير البريد والبرق والهاتف              | عبد الله فرحات       |       | الحزب الاشتراكي الدستوري |

### كتاب الدولة
| الصورة | الحقيبة الوزارية           | الاسم             | الحزب | الحزب                    |
| ------ | -------------------------- | ----------------- | ----- | ------------------------ |
|        | كاتب دولة للمالية والتنمية | عبد الرزاق الرصاع |       | الحزب الاشتراكي الدستوري |
|        | كاتب دولة للفلاحة          | محمد الجدي        |       | الحزب الاشتراكي الدستوري |
|        | كاتب دولة للصناعة والتجارة | بشير الناجي       |       | الحزب الاشتراكي الدستوري |

## التركيبة النهائية للحكومة
| الصورة | الحقيبة الوزارية                       | الاسم                | الحزب | الحزب                    |
| ------ | -------------------------------------- | -------------------- | ----- | ------------------------ |
|        | رئيس الجمهورية التونسية الوزير الأول   | الحبيب بورقيبة       |       | الحزب الاشتراكي الدستوري |
|        | وزير الدفاع                            | محمد مزالي           |       | الحزب الاشتراكي الدستوري |
|        | وزير العدل                             | محمد السنوسي         |       | الحزب الاشتراكي الدستوري |
|        | وزير الخارجية                          | الحبيب بورقيبة الابن |       | الحزب الاشتراكي الدستوري |
|        | وزير الداخلية                          | الهادي خفشة          |       | الحزب الاشتراكي الدستوري |
|        | وزير المالية والتخطيط                  | عبد الرزاق الرصاع    |       | الحزب الاشتراكي الدستوري |
|        | وزير الفلاحة                           | عبد الله فرحات       |       | الحزب الاشتراكي الدستوري |
|        | وزير التربي                            | أحمد بن صالح         |       | الحزب الاشتراكي الدستوري |
|        | وزير الثقافة                           | الشاذلي القليبي      |       | الحزب الاشتراكي الدستوري |
|        | وزير الشباب والرياضة والسياحة والتخطيط | المنذر بن عمار       |       | الحزب الاشتراكي الدستوري |
|        | وزير الصحة العمومية                    | إدريس قيقة           |       | الحزب الاشتراكي الدستوري |
|        | وزير الصناعة والتجارة                  | عبد الرزاق الرصاع    |       | الحزب الاشتراكي الدستوري |
|        | وزير البريد والبرق والهاتف             | منصور معلى           |       | الحزب الاشتراكي الدستوري |